# Balestrand
Balestrand este o comună din provincia Sogn og Fjordane, Norvegia.